# Waajeed

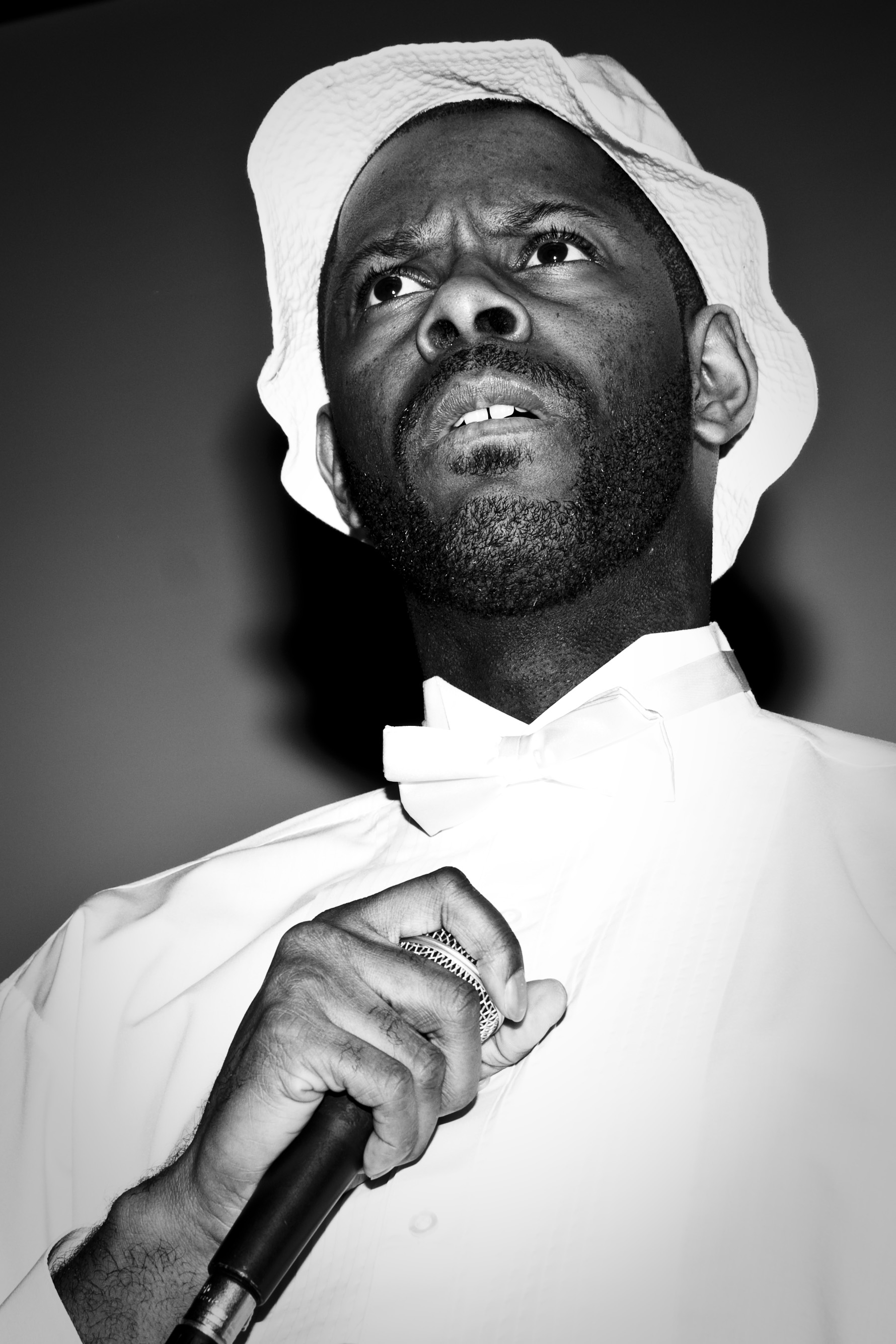
Waajeed

Waajeed, eigentlich Robert O’Bryant IV (geboren 1975 in Detroit) ist ein US-amerikanischer Hip-Hop-Produzent.

## Leben
Waajeed, der zusammen mit Saadiq (nicht zu verwechseln mit Raphael Saadiq) die Band Platinum Pied Pipers bildet, gründete sein eigenes, in New York City ansässiges, Plattenlabel Bling 47 Music Group, auf dem auch seine erste CD, Waajeed BPM Instrumentals erschienen ist. Neben J Dilla zählt Waajeed zu den bekanntesten Musikproduzenten aus Detroit. Zu den erfolgreichsten Produktionen Waajeeds gehört unter anderem „Hey Du“ von ASD.